# 27 août dans les chemins de fer
27 juillet 27 septembre
Chronologies thématiques
- Croisades
- Sports
- Disney

Cette page concerne les événements qui se sont déroulés un 27 août dans les chemins de fer.

## Événements

### XIXesiècle
- 1828 : en France, ordonnance autorisant la concession de la ligne de chemin de fer Andrézieux-Roanne (67 km).

### XXIesiècle
- 2005 : en Norvège, inauguration du premier tronçon de la ligne d'Asker entre Sandvika et Asker.